# پروانه آبی
پروانه آبی(به انگلیسی: Palos Verdes Blue butterfly)یک گروه کوچک از پروانه‌ها است که در کالیفرنیا و لس آنجلس یافت می‌شود. این گونه در حال انقراض بوده و از آن فقط ۴۳۰۰ عدد باقی مانده است.